# Bharatanatyam

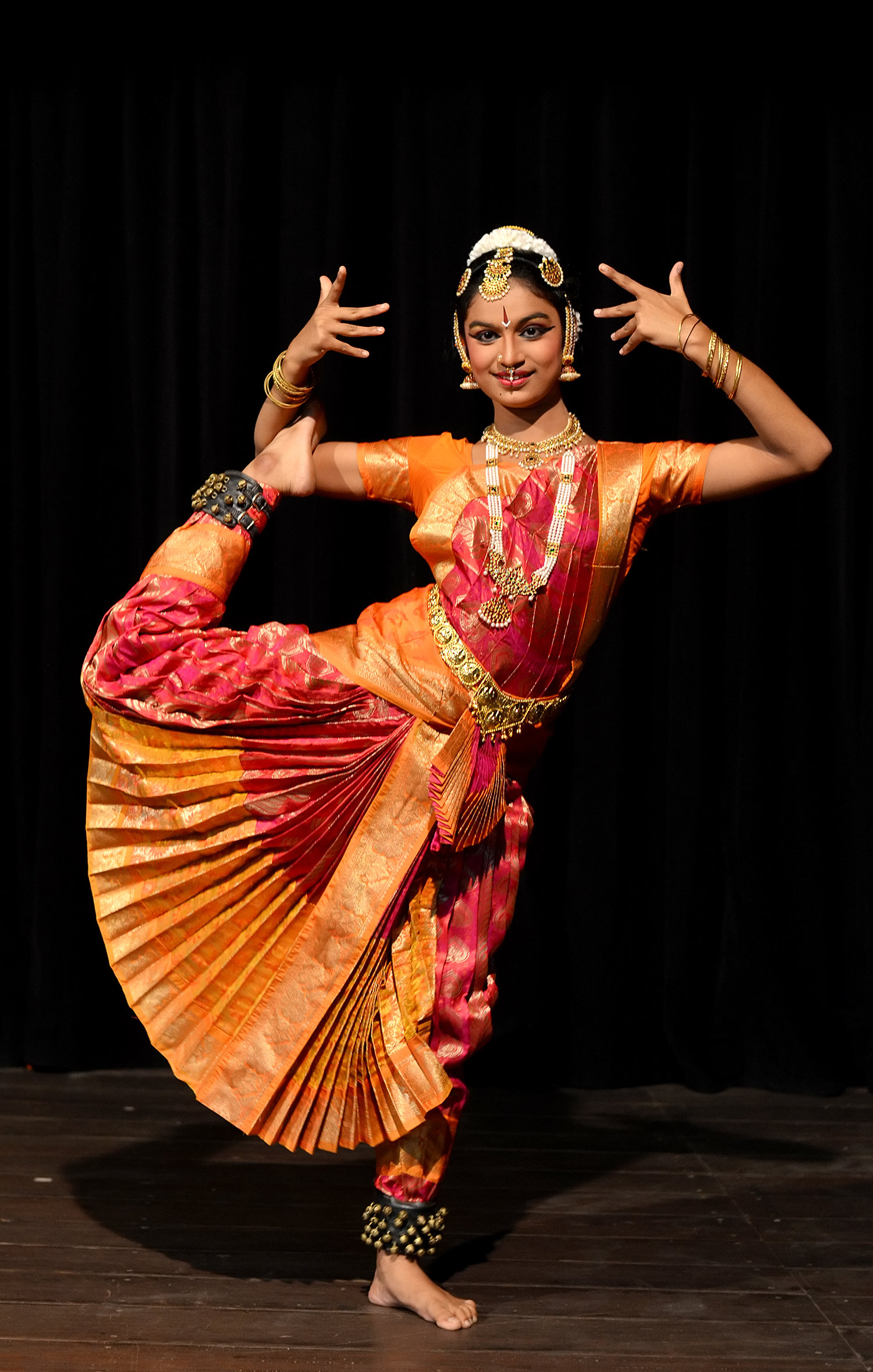
Dansatoare de bharatanatyam.

Bharatanatyam sau bharatnatyam (în tamilă பரதநாட்டியம், în sanscrită भरतनाट्यम, transliterat: Bhāratanāṭyam, dans indian) este unul dintre cele opt stiluri de dans clasic din India. Rădăcinile sale se află în cultura templului din India de Sud și sunt înregistrate în cartea lui Bharata Muni Natya Shastra. Dansurile exprimă teme religioase din India de Sud și idei spirituale, în special despre shivaism și în general despre hinduism.
Bharatanatyam conține diferite tipuri de bani. Bani, sau „tradiție”, este un termen folosit pentru a descrie tehnica de dans și stilul specific unui guru sau școală, numit adesea după satul guru-ului. Stilul Bharatanatyam este remarcat pentru torsul fix, picioarele îndoite și genunchii flexați (Araimandi) combinate cu lucrul cu picioarele și un vocabular al limbajului semnelor bazat pe gesturile mâinilor, ochilor și mușchilor feței.
Dansul este acompaniat de muzică și un cântăreț și de obicei guru-ul dansatorului este prezent ca nattuvanar sau dirijor al spectacolului și al artei. Repertoriul de performanță al lui Bharatanatyam, ca și alte dansuri clasice, include nrita (dans pur), nritya (dans expresiv solo) și natya (dans dramatic de grup).

## Istoric

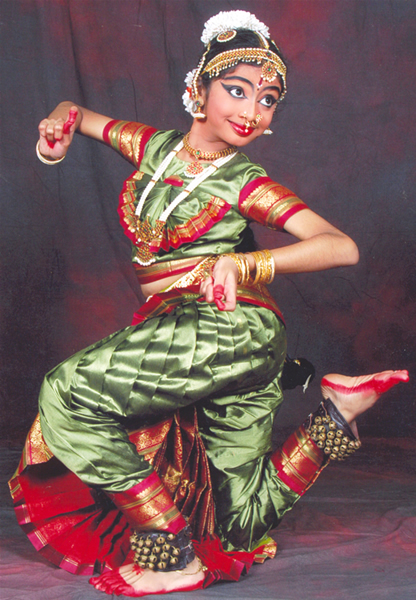
Bharatnatyam este considerat a fi unul dintre cele mai pretențioase dansuri clasice indiene

Bharatanatyam s-a dezvoltat în Tamil Nadu și este în mod deosebit încă și astăzi cultivat acolo. Dansul Bharatanatyam de astăzi s-a dezvoltat din dansul templului sadir sau dasi attam, așa cum a fost numit inițial stilul de dans. Datorită descendenților devadasi (danatorii din templu) și nattuvanara (maeștri de dans, profesori), precum și unor personalități remarcabile ale vieții culturale din India de Sud, acest stil de dans poate fi învățat și interpretat astăzi în întreaga lume.
Formatul dansului de scenă Bharatanatyam de astăzi datează din timpul domniei lui Maharaja Sarfoji II. Patru muzicieni celebri care au creat repertoriul de dans clasic de astăzi au lucrat la curtea sa și sunt cunoscuți sub numele de Cvartetul Tanjore. Se numește repertoriul Alarippu-Tillna. Rădăcinile reale ale dansului sunt mult mai vechi și teoretic pot fi găsite în Natya Shastra.

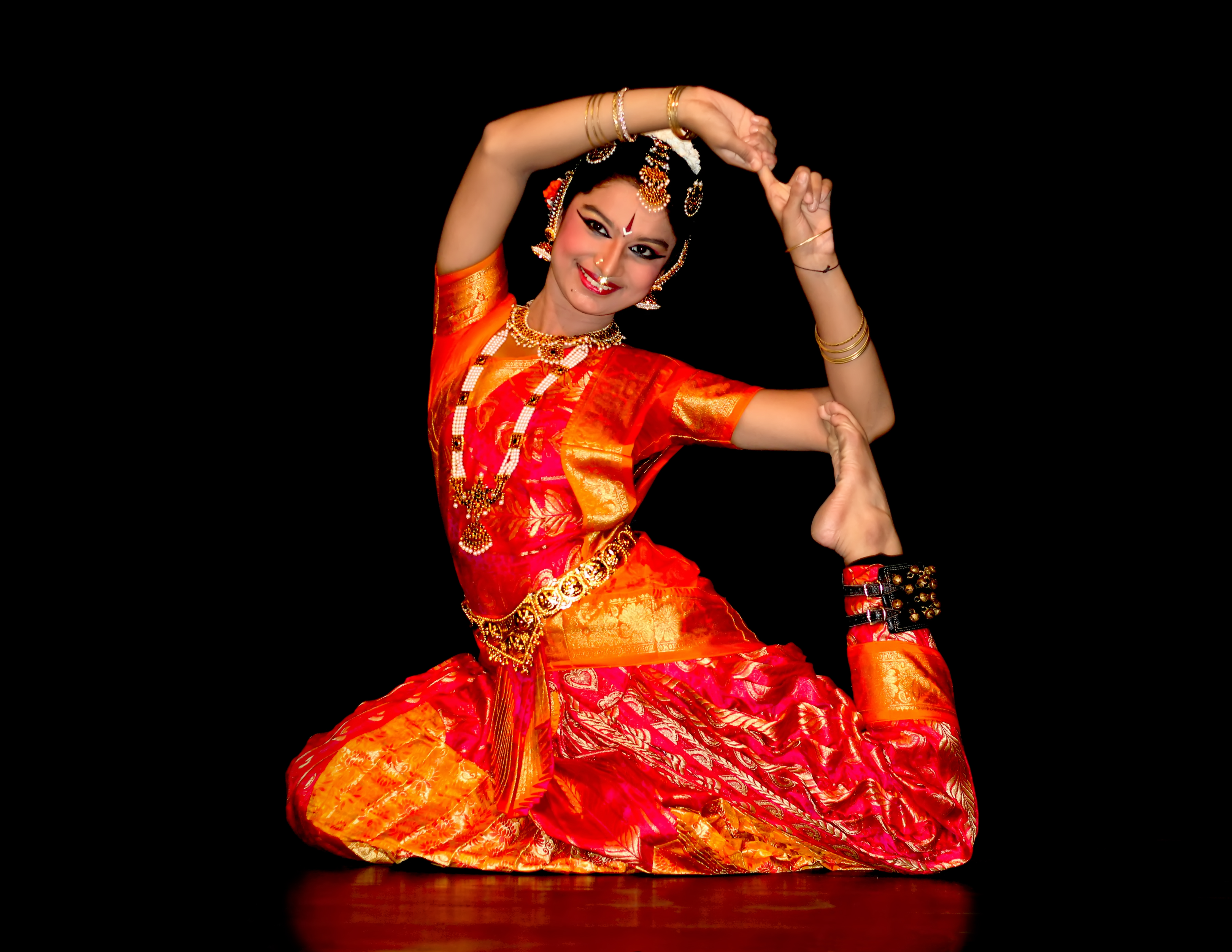
Costum folosit la bharathanatyam

Un exemplu faimos de sculptură ilustrativă se află în poarta de sud a templului Chidambaram (cca. secolul al XII-lea) dedicat zeului hindus Shiva, unde sunt sculptate în piatră 108 ipostaze, descrise ca dansul karana în Natya Shastra.
Bharatanatyam împărtășește ipostazele de dans ale multor sculpturi antice Shiva din templele hinduse. Peștera I-a din templele din peștera Badami, datată în secolul al VII-lea, îl înfățișează pe Shiva care dansează Tandava ca Nataraja. Imaginea, de 1,5 m înălțime, are 18 brațe într-o formă care exprimă pozițiile de dans aranjate într-un model geometric. Brațele lui Shiva exprimă mudra (gesturi simbolice ale mâinii), care sunt folosite în Bharatanatyam.

## În film
- 1962 Senthamarai (transiterat: Lotusul roșu), regia A. Bhimsingh, în limba tamilă
- 1968 Thillana Mohanambal (Regina dansului Mohanambal), regia A. P. Nagarajan, în limba tamilă
- 1975 Paattum Bharathamum (Cântec și dans), în limba tamilă
- 1983 Sagara Sangamam (Confluența cu oceanul), regia K. Viswanath, în limba telugu
- 1985 Mayuri (Păunul), regia Singeetam Srinivasa Rao, în limba telugu
- 1993 Manichitrathazhu (Lacătul ornat), regia Fazil, în limba malayalam
- 2007 Sringaram (Sringaram: Dance of Love), regia Sharada Ramanathan, în limba tamilă
- 1992 Kamaladalam (transl. Lotus petal), regia Sibi Malayil, în limba malayalam
- 2000 Kochu Kochu Santhoshangal, regia Sathyan Anthikad, în limba malayalam